# 洞院季子
洞院 季子（とういん すえこ/きし、文永2年（1265年） - 延元元年2月13日（1336年3月26日））は、鎌倉・南北朝時代の女性。父は洞院実雄、母は但馬局（大神能直の女）。伏見天皇妃で、花園天皇、寛性入道親王らの母。院号は顕親門院。
永仁5年（1297年）1月29日従三位、文保元年（1317年）伏見天皇の崩御により出家し、法名を円常覚とした。正中3年（1326年）2月7日に准三宮、及び顕親門院の院号宣下を受けた。
延元元年2月13日に72歳で薨去。